# Ad-Duwajr
Ad-Duwajr (arab. الدوير) – miejscowość w Syrii, w muhafazie Dajr az-Zaur. W 2004 roku liczyła 5536 mieszkańców.